# C. John McCloskey
Charles John McCloskey, III (Washington D. C., 1953-Washington D. C., 23 de febrero de 2023) fue un sacerdote católico, miembro del Opus Dei. Historiador de la Iglesia y Research Fellow del Faith and Reason Institute.

## Biografía
Hijo de Charles John McCloskey, Jr. y Joan Marie McCloskey. El matrimonio tuvo ocho hijos: Mary, Ann Denise, Kathleen Marie, Joann Maria, Laura Jane, Eileen Marie, Mark Joseph y Charles John.
Nació en WashingtonD.C. y creció en Bethesda, MD. Asistió a la Escuela Primaria St. Jane de Chantal, (promoción de 1967), a la Escuela Secundaria St. John's College, (promoción de 1971), a la Universidad de Columbia (promoción de 1975) y a la Universidad de Navarra (1982).
McCloskey se hizo conocido por sus escritos pastorales, y por haber ayudar a varias personas a convertirse al catolicismo, incluyendo a Sam Brownback, Robert Bork, Lawrence Kudlow, y al doctor Bernard Nathanson, un prominente activista provida que fue convertido tras ser el fundador de Pro-choice NARAL durante su juventud, donde realizó miles de abortos.
Fue director del Catholic Information Center de la Archidiócesis de Washington. Trabajó en Wall Street  —Citibank y Merrill Lynch— durante algunos años, antes de ser ordenado sacerdote en 1981 por el cardenal Roger Etchegaray, en el santuario de Torreciudad.
En noviembre de 2002 fue denunciado por conducta sexual inadecuada por una mujer adulta que recibía asesoramiento en el Catholic Information Center de la capital norteamericana, según explica en un comunicado del entonces vicario del Opus Dei en ese país.
El Opus Dei admitió haber llegado a un acuerdo mutuo con la víctima e hizo el pago de 977.000 dólares. Además, le impuso restricciones a su trabajo sacerdotal e impidió que siguiera teniendo contacto con la mujer en cuestión.
El 23 de febrero de 2023 falleció como consecuencia de su avanzada enfermedad de Alzheimer.

## Educación
- BA (1975) en Economía, Columbia University
- Trabajo en seminario, Pontifical University of the Holy Cross
- Doctor en Sagrada Teología (STD), Universidad de Navarra

## Actividades
- Asesor, Christendom College
- Asesor, Coming Home Network
- Asesor, Single Catholics